# Exyrias akihito
Exyrias akihito är en fiskart som beskrevs av Allen och Randall 2005. Exyrias akihito ingår i släktet Exyrias och familjen smörbultsfiskar. Inga underarter finns listade i Catalogue of Life.